# Felicity Sheedy-Ryan
Felicity Sheedy-Ryan (* 12. Februar 1985 in Perth) ist eine ehemalige australische Triathletin. Sie ist U23-Ozeanien-Meisterin (2008), Mitglied des australischen WM-Serien-Teams und zweifache Duathlon-Weltmeisterin (2012, 2017).

## Sportliche Karriere

### Triathlon-Profi seit 2002
Sheedy-Ryan begann ihre nationale Karriere als Mitglied des UWA (University of Western Australia) Triathlon Club und gehört dem WA (Western Australian) Institute of Sport an und seit 2002 startet sie als Triathlon-Profi.
Im März 2008 wurde sie Ozeanische Triathlon-Meisterin U23. 2010 wurde sie Dritte bei der Duathlon-Weltmeisterschaft in Schottland.
Im Mai 2011 trat sie erstmals auch auf einer Triathlon-Mitteldistanz an und gewann die Silbermedaille beim Ironman 70.3 Busselton (halbe Ironman-Distanz: 1,9 km Schwimmen, 90 km Radfahren und 21,1 km Laufen). In Frankreich ging Sheedy-Ryan bei der französischen Club-Meisterschaftsserie Lyonnaise des Eaux für den Verein Stade Poitevin Tri an den Start und wurde in Dünkirchen (22. Mai 2011) 14. und in Paris (9. Juli 2011) Zehnte – damit war sie jeweils Beste ihres Clubs.

### Duathlon-Weltmeisterin 2012
Im September 2012 wurde Sheedy-Ryan im französischen Nancy Duathlon-Weltmeisterin auf der Kurzdistanz. Im Februar 2015 wurde sie Dritte bei der Staatsmeisterschaft auf der Triathlon-Kurzdistanz.

### Duathlon-Weltmeisterin 2017
In Kanada wurde die damals 32-Jährige im August 2017, fünf Jahre nach ihrem Erfolg 2012 zum zweiten Mal Duathlon-Weltmeisterin auf der Kurzdistanz.
Im Juli 2018 wurde sie Vierte bei der Weltmeisterschaft. Seit 2019 tritt sie nicht mehr international in Erscheinung.
Sheedy-Ryan lebt in Wembley, einem Vorort von Perth und während des australischen Winters in Frankreich. Ihr Coach ist Grant Landers.

## Sportliche Erfolge

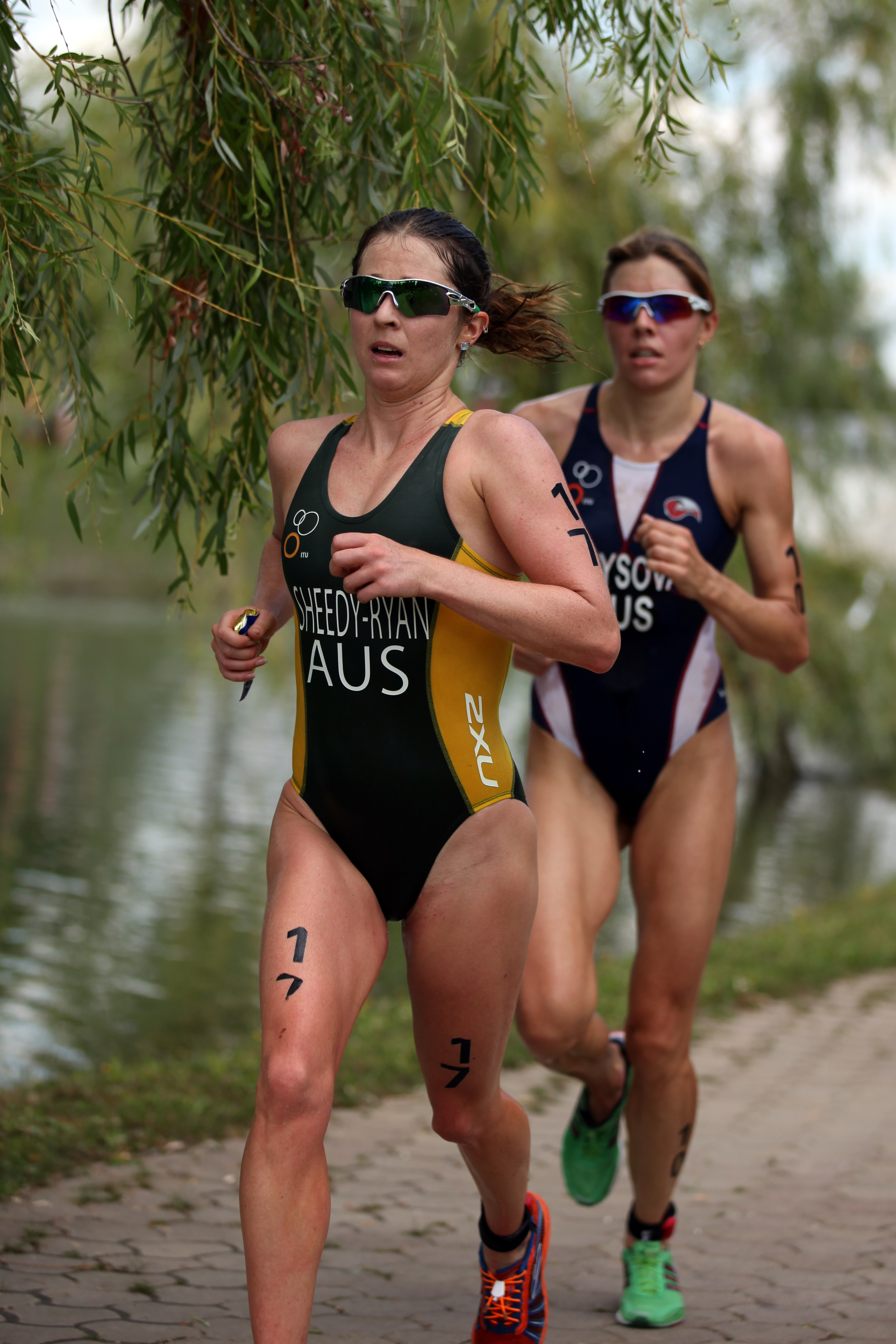
Felicity Sheedy-Ryan vor Irina Abyssowa beim Weltcup in Tiszaújváros, 2011

| Datum/Jahr    | Rang | Wettbewerb                               | Austragungsort | Zeit        | Bemerkung |
| ------------- | ---- | ---------------------------------------- | -------------- | ----------- | --- |
| 5. Nov. 2017  | 2    | Noosa Triathlon                          | Noosa          | 01:59:43    | |
| 30. Sep. 2017 | 4    | ITU Triathlon World Cup                  | Weihai         | 02:11:33    | |
| 22. Okt. 2016 | 4    | ITU Triathlon World Cup                  | Tongyeong      | 01:00:17    | |
| 8. Aug. 2015  | 1    | ITU Triathlon World Cup                  | Tiszaújváros   | 01:00:54    | erster Weltcup-Sieg |
| 9. Mai 2015   | 6    | ITU Triathlon World Cup                  | Chengdu        | 01:59:02    | |
| 14. März 2015 | 7    | ITU Triathlon World Cup                  | Mooloolaba     | 01:02:22    | |
| 21. Feb. 2015 | 3    | AUS Triathlon National Championships     | Devonport      | 02:11:25    | |
| 27. Juli 2014 | 2    | ETU Triathlon European Cup               | Banyoles       | 01:59:54    | Zweite hinter der Französin Alexandra Cassan-Ferrier                                                                        |
| 4. Nov. 2012  | 2    | Noosa Triathlon                          | Noosa          | 02:00:24    | |
| 26. Juli 2012 | 3    | Triathlon EDF Alpe d’Huez                | Alpe d’Huez    | 02:20:01,75 | Dritte auf der Kurzdistanz                                                                                                  |
| 30. Okt. 2011 | 4    | Noosa Triathlon                          | Noosa          | 02:04:03    | [ 3 ] |
| 18. Juni 2011 | 54   | ITU World Championship Series 2011       | Kitzbühel      |             | |
| 4. Juni 2011  | 46   | ITU World Championship Series 2011       | Madrid         |             | |
| 9. Apr. 2011  | 41   | ITU World Championship Series 2011       | Sydney         |             | Auftaktveranstaltung der neuen Saison                                                                                       |
| 21. Aug. 2010 | 21   | ITU Sprint Triathlon World Championships | Lausanne       | 01:01:14    | Triathlon-Weltmeisterschaft auf der Sprintdistanz bei der Erstaustragung (750 m Schwimmen, 20 km Radfahren und 5 km Laufen) |
| 18. Juli 2009 | 1    | ITU Triathlon European Cup               | Athlone        | 01:58:06    | |
| 9. März 2008  | 1    | OTU Triathlon Oceania Championship U23   | Wellington     | 02:12:37    | Ozeanische Triathlon-Meisterin U23                                                                                          |
| 4. Feb. 2007  | 2    | OTU Triathlon Oceania Championship U23   | Penrith City   | 02:05:46    | Ozeanische Triathlon-Vize-Meisterin U23                                                                                     |

| Datum/Jahr    | Rang | Wettbewerb                                           | Austragungsort | Zeit     | Bemerkung                            |
| ------------- | ---- | ---------------------------------------------------- | -------------- | -------- | ------------------------------------ |
| 4. Mai 2019   | 1    | AUS Middle Distance Triathlon National Championships | Busselton      | 04:20:16 | Siegerin beim Ironman 70.3 Busselton |
| 2. Mai 2015   | 1    | Ironman 70.3 Busselton                               | Busselton      | 04:16:18 | [ 4 ]                                |
| 31. Aug. 2014 | 2    | Challenge Walchsee-Kaiserwinkl                       | Walchsee       | 04:27:41 |                                      |
| 5. Mai 2012   | 1    | Ironman 70.3 Busselton                               | Busselton      | 04:21:27 |                                      |
| 7. Mai 2011   | 2    | Ironman 70.3 Busselton                               | Busselton      | 04:15:21 | [ 5 ]                                |

| Datum/Jahr    | Rang | Wettbewerb                       | Austragungsort | Zeit     | Bemerkung                                  |
| ------------- | ---- | -------------------------------- | -------------- | -------- | ------------------------------------------ |
| 6. Juli 2018  | 4    | ITU Duathlon World Championships | Fyn            | 01:50:20 |                                            |
| 19. Aug. 2017 | 1    | ITU Duathlon World Championships | Penticton      | 02:03:57 |                                            |
| 22. Sep. 2012 | 1    | ITU Duathlon World Championships | Nancy          | 01:52:43 | Duathlon-Weltmeisterin auf der Kurzdistanz |
| 3. Sep. 2010  | 3    | ITU Duathlon World Championships | Edinburgh      | 02:06:14 | Duathlon-Weltmeisterschaft                 |

(DNF – Did Not Finish)